# Matjaž Smodiš
Matjaž Smodiš (Trbovlje, 13 dicembre 1979) è un ex cestista sloveno.
Ha giocato da ala grande.

## Carriera

### Club

#### Il debutto nel Krka
Matjaz debutta nel 1994, appena quindicenne con il Krka Novo mesto, squadra in cui giocherà fino al 2000. Durante la sua permanenza al Krka vince il campionato sloveno nel 2000, ed è All-Star per 2 anni, nel 1999 e nel 2000.

#### L'arrivo in Italia alla Virtus Bologna
Nell'estate del 2000 viene acquistato dalla Virtus Bologna, con cui vince l'Eurolega, il campionato e la Coppa Italia già al primo anno.
La stagione seguente vede il giovane talento sloveno sempre più maturo e protagonista, al fianco dei vari fenomeni Ginóbili, Jarić e Rigaudeau. La Virtus raggiunge nuovamente la finale di Eurolega contro i greci del Panathinaikos, dove viene però sconfitta.
L'ultimo anno in Virtus lo vede protagonista assoluto e leader della squadra, anche se in una stagione priva di trionfi.

#### Il passaggio alla Fortitudo
L'esperienza in Virtus dura fino al 2003, dopodiché passa all'altra squadra di Bologna, la Fortitudo. Già dal primo anno si integra subito molto bene nel sistema della squadra di Jasmin Repeša, la quale raggiunge la finale di campionato, poi persa contro il Montepaschi Siena di Giacomo Galanda e David Vanterpool. Ma il traguardo più importante raggiunto quell'anno dalla Fortitudo sono le Final four di Eurolega. Nella semifinale contro Siena, Smodiš risultò decisivo per la vittoria dei biancoblù, con 14 punti, 4 rimbalzi e 2 assist ma nella finale contro il Maccabi Tel Aviv giocò una pessima partita come del resto tutta la squadra.
La stagione 2004-05, ancora con la casacca della Fortitudo, fu una grande conferma di Smodiš ad alti livelli nella sua esperienza italiana, infatti la Fortitudo quell'anno vinse il campionato, grazie al grande apporto dello sloveno.

#### In Russia, al CSKA Mosca
L'anno dopo il CSKA Mosca riesce ad accaparrarsi lo sloveno che va ad aggiungersi ad un roster di campioni come Theodōros Papaloukas, Trajan Langdon, Tomas Van Den Spiegel e David Vanterpool, e quell'anno la squadra guidata da Ettore Messina riesce a vincere l'Eurolega, anche grazie alla superba partita di Smodiš nella semifinale contro il Barcellona: in quella partita Smodiš mise infatti a referto 17 punti e 12 rimbalzi.
Il CSKA Mosca di Smodiš raggiunse la finale della massima competizione europea anche nel 2007 anche se perdette contro il Panathinaikos e nel 2008, anno in cui vinse battendo in finale il Maccabi Tel Aviv. Nel 2009 il CSKA è tornato in finale ma viene battuto nuovamente dal Panathinaikos di Obradović.

#### Il Cedevita, il ritiro, il ritorno
In seguito al rivoluzionamento del roster del CSKA, nell'estate del 2011 Smodiš decide di firmare con il Košarkaški klub Cedevita Zagreb, con il quale vince la Coppa di Croazia nel 2012.
Al termine della stagione il giocatore decide di ritirarsi a causa dei numerosi infortuni subiti. Nel novembre 2012 tuttavia decide di tornare al basket giocato, firmando ufficialmente con quel Krka Novo mesto in cui iniziò la carriera. La sua prima partita stagionale è stata disputata pochi mesi più tardi, nel febbraio successivo.

#### Il ritiro definitivo
All'indomani della vittoria del campionato con il Krka, nel maggio 2013 dichiara ufficialmente il ritiro.

### Nazionale
Smodiš è stato un punto fisso della Nazionale slovena, con la quale ha disputato gli Europei del 1999, del 2001, del 2007 e del 2009.

## Statistiche

### Eurolega
| Anno       | Squadra           | PG  | PT | MP   | TC%  | 3P%  | TL%  | RP  | AP  | PRP | SP  | PP   |
| ---------- | ----------------- | --- | -- | ---- | ---- | ---- | ---- | --- | --- | --- | --- | ---- |
| 2000-2001† | Virtus Bologna    | 21  | 2  | 15,2 | 50,5 | 32,6 | 76,9 | 2,2 | 0,4 | 0,6 | 0,2 | 7,5  |
| 2001-2002  | Virtus Bologna    | 22  | 8  | 21,9 | 57,5 | 41,7 | 89,8 | 5,1 | 0,5 | 0,7 | 0,5 | 11,5 |
| 2002-2003  | Virtus Bologna    | 11  | 9  | 19,5 | 44,4 | 37,5 | 70,6 | 3,6 | 0,7 | 0,9 | 0,9 | 9,8  |
| 2003-2004  | Fortitudo Bologna | 21  | 17 | 26,8 | 54,8 | 40,4 | 86,0 | 4,7 | 0,7 | 1,4 | 0,5 | 11,2 |
| 2004-2005  | Fortitudo Bologna | 14  | 2  | 20,7 | 57,3 | 45,5 | 81,1 | 4,1 | 0,8 | 1,4 | 0,4 | 10,5 |
| 2005-2006† | CSKA Mosca        | 21  | 13 | 25,3 | 46,6 | 38,1 | 71,7 | 5,5 | 0,7 | 1,2 | 0,5 | 12,0 |
| 2006-2007  | CSKA Mosca        | 22  | 19 | 24,6 | 49,7 | 42,0 | 71,3 | 3,8 | 1,3 | 0,7 | 0,1 | 12,9 |
| 2007-2008† | CSKA Mosca        | 11  | 8  | 24,5 | 53,8 | 47,1 | 80,4 | 5,3 | 1,1 | 0,4 | 0,2 | 14,3 |
| 2008-2009  | CSKA Mosca        | 15  | 12 | 22,8 | 38,0 | 38,6 | 81,6 | 3,2 | 1,4 | 0,5 | 0,1 | 10,3 |
| 2009-2010  | CSKA Mosca        | 2   | 0  | 9,3  | 0,0  | 0,0  | -    | 1,5 | 0,0 | 0,0 | 0,0 | 0,0  |
| 2010-2011  | CSKA Mosca        | 10  | 7  | 19,5 | 33,3 | 30,4 | 70,0 | 2,7 | 0,4 | 0,2 | 0,0 | 6,8  |
| Carriera   | Carriera          | 170 | 97 | 22,2 | 49,3 | 39,5 | 77,8 | 4,0 | 0,8 | 0,8 | 0,3 | 10,7 |

## Palmarès

### Squadra
- Campionato sloveno: 2

Krka Novo mesto: 1999-2000, 2012-13
- Campionato italiano: 2

Virtus Bologna: 2000-01
Fortitudo Bologna: 2004-05
- Coppa Italia: 2

Virtus Bologna: 2001, 2002
- Campionato russo: 6

CSKA Mosca: 2005-06, 2006-07, 2007-08, 2008-09, 2009-10, 2010-11
- Coppa di Russia: 3

CSKA Mosca: 2005-06, 2006-07, 2009-10
- Eurolega: 3

Virtus Bologna: 2000-01
CSKA Mosca: 2005-06, 2007-08
- VTB United League: 1

CSKA Mosca: 2008
- Coppa di Croazia: 1

Cedevita Zagabria: 2012

### Individuale
- All-Euroleague Second Team: 1

CSKA Mosca: 2006-07